# Skt. Benno-Gymnasium
Skt. Benno-Gymnasium er et tysk gymnasium i Dresden, Sachsen. 
Skolen har en musikalsk samt naturvidenskabelige og sproglige retninger. 
Skolen blev grundlagt allerede i 1709, men blev nedlagt under det nazistiske styre. 
Skolen blev atter genåbnet efter den tyske genforening i 1991.
I 1996 flyttede gymnasiet ind i et futuristisk inspireret bygningskompleks tegnet af Behnisch Architekten fra Stuttgart.
51°03′01″N 13°45′25″Ø / 51.0503°N 13.7569°Ø